# Viðey
Viðey (wymowaⓘ [ˈvɪːðei]) – wyspa przybrzeżna w południowo-zachodniej Islandii, w południowej części zatoki Kollafjörður (część zatoki Faxaflói), około 700 m na północ od wybrzeża głównej wyspy, na którym położona jest stolica kraju Reykjavík. Od stałego lądu oddziela ją cieśnina Viðeyarsund. Około 2 km na zachód od Viðey położona jest mniejsza wyspa Engey, a około 1 km na wschód półwysep Geldinganes.
Wyspa zajmuje powierzchnię 1,6 km². Ma około 3 km długości i około 800 m szerokości. Najwyższy punkt na wyspie osiąga wysokość 32 m n.p.m. Wyspa składa się z dwóch wyraźnych części (dawniej oddzielnych wysp) połączonych przesmykiem Eiðið o szerokości około 100 m. Niekiedy w czasie sztormów woda przelewa się przez przesmyk. Północno-zachodnia część nosi nazwę Vesturey (isl. „wyspa zachodnia”). Większa, południowo-wschodnia część, podzielona jest na dwa obszary: Heimaey („wyspa domowa”) i Austurey („wyspa wschodnia”).
Pod względem administracyjnym wchodzi w skład gminy stołecznej Reykjavíkurborg.

## Przyroda

### Geologia
Skały budujące wyspy powstały około 2 milionów lat temu na skutek działalności wulkanu Viðey. Pod koniec ostatniej epoki lodowcowej, ok. 12–13 tys. lat temu wyspa została pokryta wodami z topniejącego lądolodu. Wyłoniła się na powierzchnię około 9–10 tys. lat temu, gdy poziom oceanu obniżył się. Ciekawe formacje skalne można podziwiać na brzegach wyspy w miejscach zwanych Virkishöfði i Eiðisbjarg. W wielu miejscach można też zaobserwować erozję morską.

### Flora i fauna
Przez wieki działalności rolniczej wyspa została silnie przekształcona. Naturalny podmokły teren został przystosowany pod hodowlę bydła i zbiory siana. W XVIII wieku prowadzono eksperymentalne uprawy ziemniaków, kapusty i tytoniu. Do tej pory odnaleźć można na wyspie dziko rosnący kminek. Spośród gatunków rodzimych naliczono na wyspie 156 gatunków roślin naczyniowych.
O populacji ptaków na wyspie wspominają już źródła historyczne, w szczególności o koloniach edredonów (Somateria mollissima), od których pozyskiwano puch. Po spadku ich liczebności w połowie XX wieku, ich populacja się odbudowuje. Ich główne siedliska znajdują się na południowym krańcu wyspy. Innym ważnym obszarem dla ptactwa są jeziorka w okolicy przesmyku. Ogółem na wyspie można spotkać przedstawicieli około 30 gatunków ptaków, z tego najczęściej są to: fulmary (Fulmarus glacialis), gęsi gęgawy (Anser anser), bekasy kszyki (Gallinago gallinago), biegusy morskie (Calidris maritima), ostrygojady (Haematopus ostralegus) oraz rycyki (Limosa limosa).

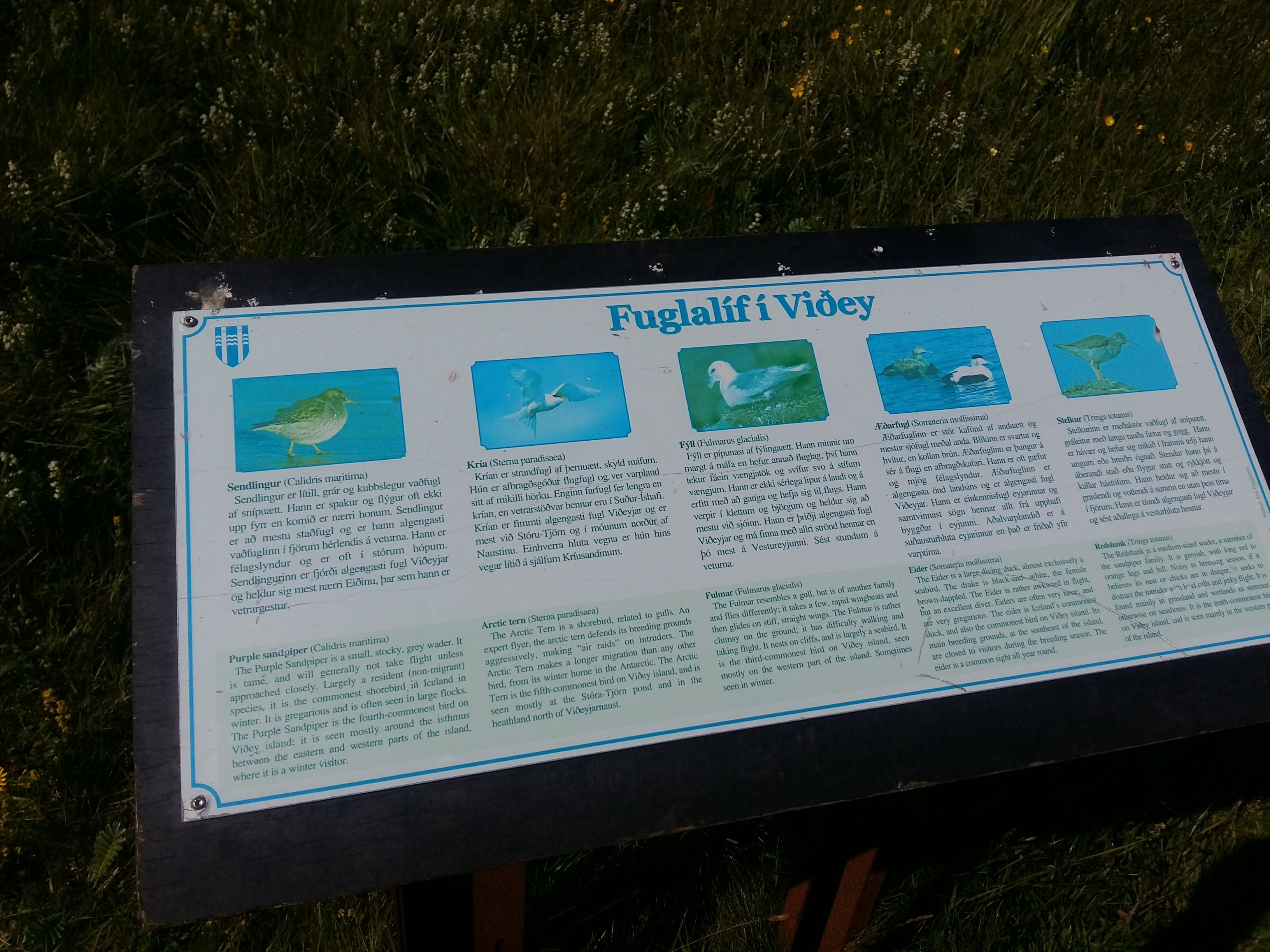
Tablica informacyjna o ptakach na wyspie
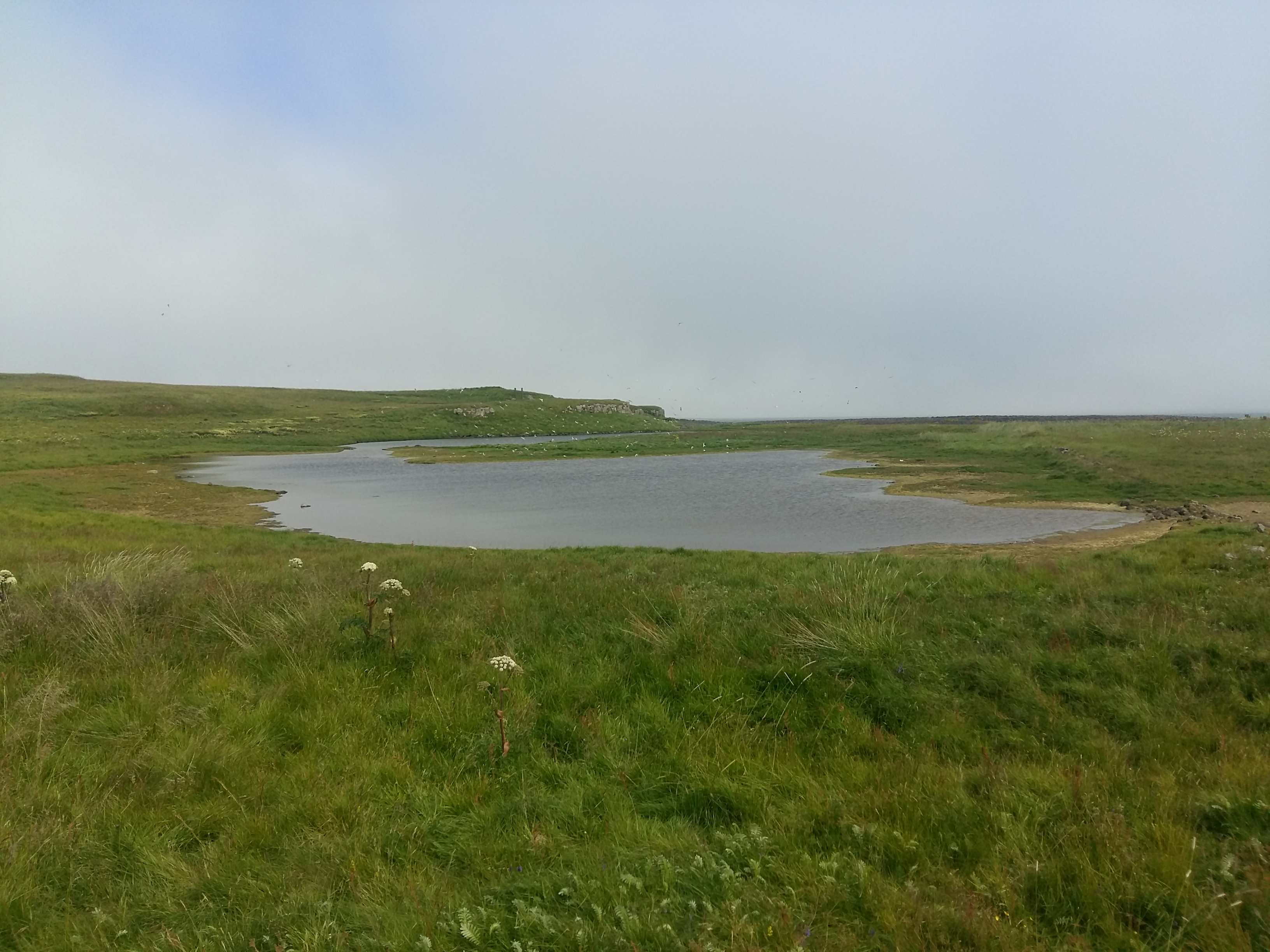
Ptaki nad jednym ze stawów w okolicy przesmyku
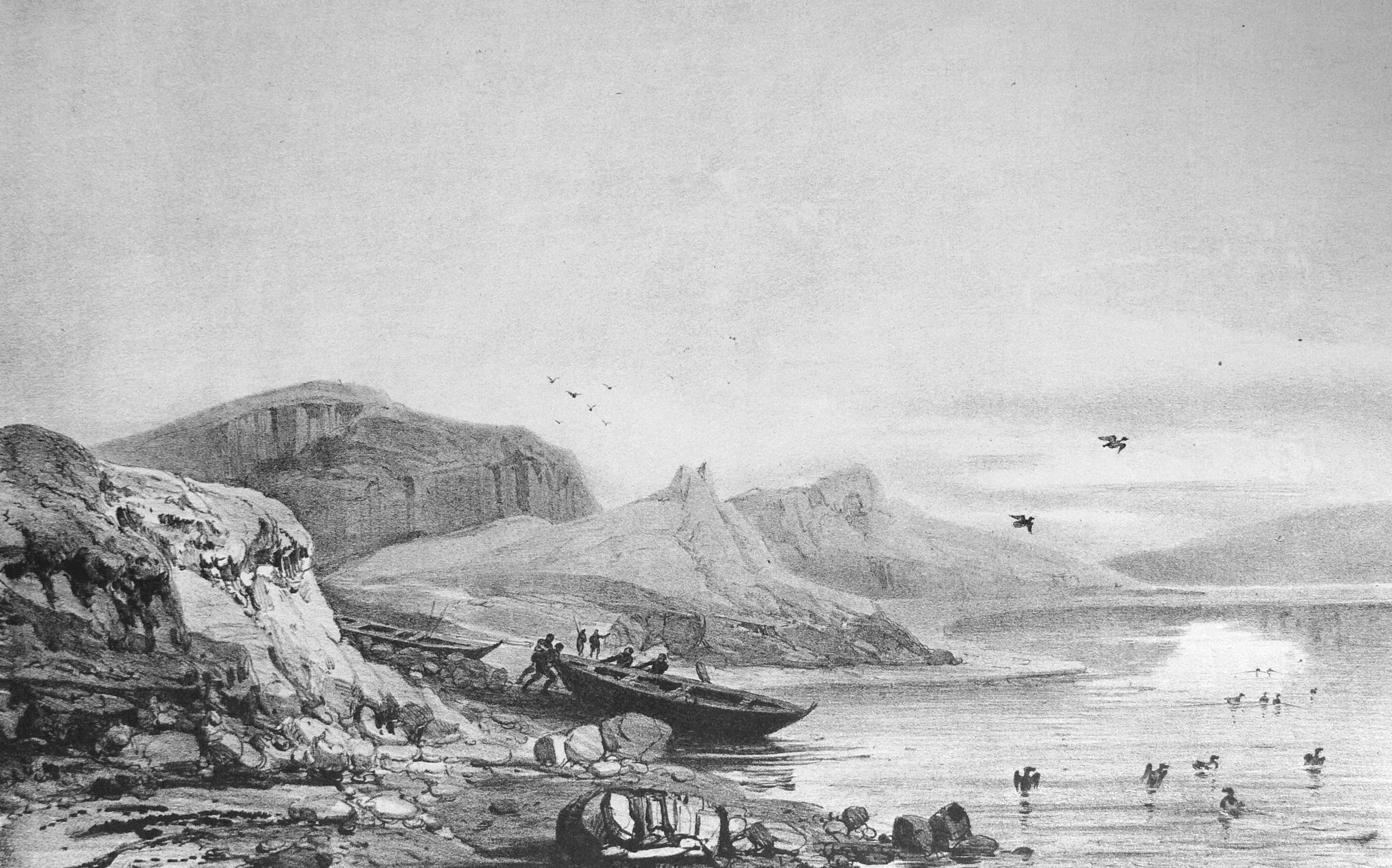
Ptaki nad wyspą na rycinie z XIX wieku

## Historia

### Średniowiecze
Wyspa była zasiedlona już w okresie pierwszego osadnictwa na Islandii na przełomie IX i X wieku. W 1225 roku, dzięki pomocy przywódcy i poety Snorriego Sturlusona, na wyspie założono klasztor, który należał do najbogatszych posiadłości zakonnych w kraju. Klasztor został zniszczony w 1539 po najeździe duńskich żołnierzy i wprowadzeniu protestantyzmu w Islandii. Z tego okresu zachowały się kamienne mury oddzielające pola. Przez kolejne dwa wieki wyspa Viðey wchodziła w skład królewskiej posiadłości w Bessastaðir. W tym okresie założono na niej dom dla ubogich.

### XVIII – XIX wiek

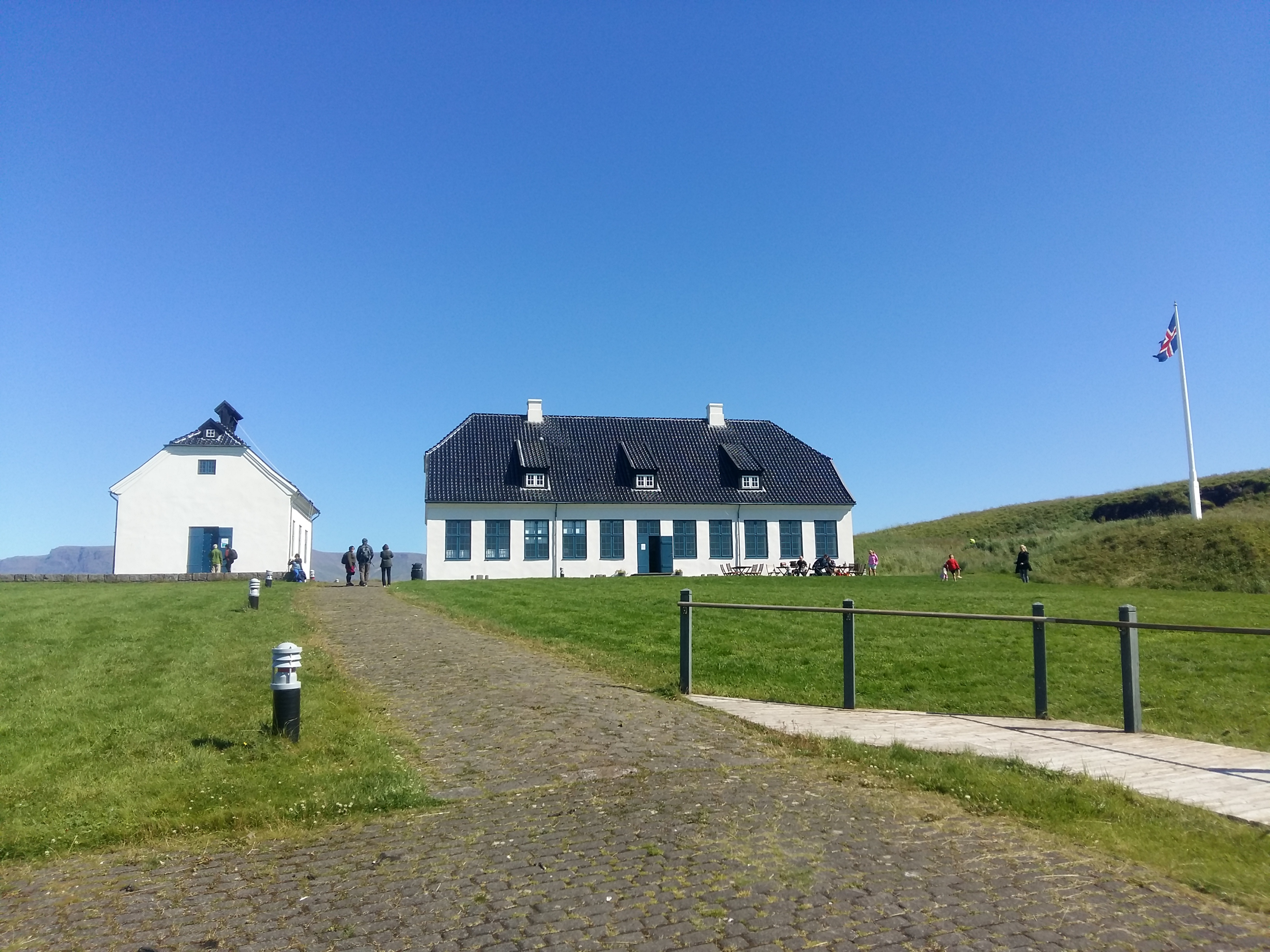
Rezydencja i kościół na wyspie Viðey

W połowie XVIII wieku (w latach 1752–1755) na wyspie zbudował swoją oficjalną rezydencję Skúli Magnússon, pierwszy Islandczyk, który pełnił funkcję skarbnika króla duńskiego. Budynek zwany Viðeyjarstofa („dom na wyspie Viðey”), który stoi po dziś dzień na wyspie, to pierwszy budynek z kamienia postawiony w Islandii i jeden z najstarszych w kraju. Budynek w stylu rokoko zaprojektował nadworny duński architekt Nicolai Eigtved. Skúli Magnússon zmarł na wyspie w 1794 roku. Został pochowany pod ołtarzem kościoła Viðeyjarkirkja, którego był fundatorem. Kościół oddany do użytku w 1774 roku zachował oryginalny wystrój i należy do najstarszych kościołów w kraju. W 1911 roku w środkowej części wyspy postawiono pomnik ku czci Skúliego.
W roku śmierci Skúliego na wyspę wprowadził się Ólafur Stephensen, który jako pierwszy Islandczyk pełnił funkcję gubernatora Islandii. Mieszkał tam do swojej śmierci w 1812 roku. Jego syn Magnús Stephensen, przewodniczący głównego sądu na wyspie, przejął zarządzanie wyspą po ojcu i odkupił ją od króla w 1817 roku. Sprowadził on na wyspę prasę drukarską, która działała w latach 1819–1844. Po jego śmierci w 1833 roku wyspa pozostawała w rodzinie Stephensenów do końca XIX wieku.

### XX wiek

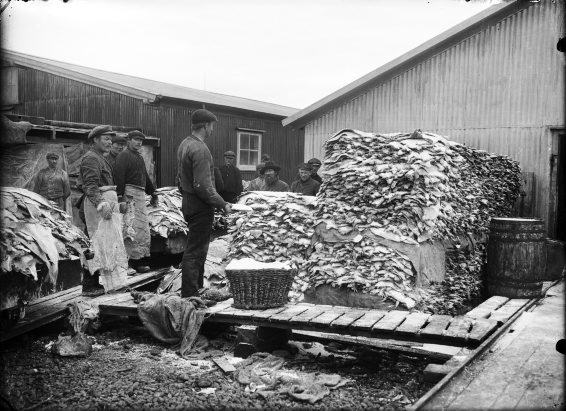
Przetwórnia ryb na wyspie w 1912 roku

W 1901 Eggert Briem i jego żona Katrín Pétursdóttur stworzyli na wyspie farmę, która posiadała 48 krów i sprzedawała około 200 tys. litrów mleka rocznie mieszkańcom stolicy. W 1907 Pétur J. Thorsteinsson i Thor Jensen założyli spółkę rybacką P.J. Thorsteinsson & Co., popularnie zwaną „spółką milionową” (isl. Milljónafélagið), gdyż jej kapitał początkowy wynosił milion koron, co stanowiło znaczącą kwotę jak na owe czasy. Spółka wybudowała w południowo-wschodniej części wyspy zakład przetwórstwa rybnego, przy którym rozwinęła się osada. Mimo że spółka wkrótce upadła (w 1914 roku), to działalność przetwórcza była dalej prowadzona przez inne firmy. Ludność wsi osiągnęła w 1930 roku liczbę 138 mieszkańców, co stanowiło szczyt zaludnienia na wyspie. W 1931 roku kolejna spółka rybna zaprzestała swojej działalności, co skutkowało stopniowym odpływem ludności z osady aż do jej opustoszenia w 1943 roku. Pozostały jedynie fundamenty domów. Przetrwała natomiast szkoła z 1928 roku, w której obecnie znajduje się wystawa fotograficzna poświęcona życiu na wyspie na początku XX wieku, a także zbiornik na wodę postawiony w 1908 roku, który w latach 70. XX wieku adaptowano na siedzibę stowarzyszenia dawnych mieszkańców Viðey. Działalność rolniczą prowadzono na wyspie jeszcze do lat 50. XX wieku. Od tego momentu wyspa jest niezamieszkana.

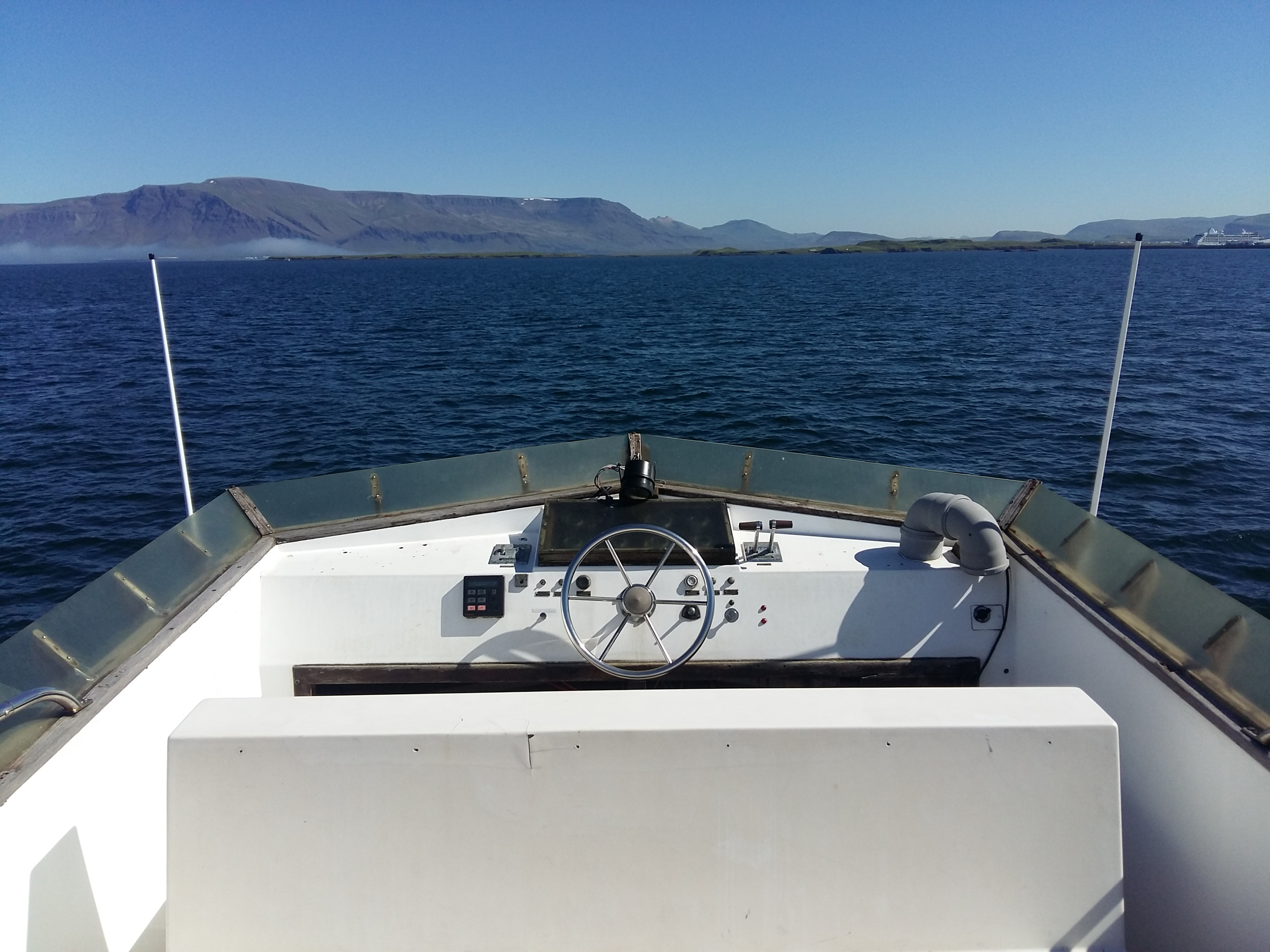
Widok z promu płynącego na wyspę – w tle masyw Esja

W 1906 roku zachodnim wybrzeżu wyspy na skałach Hjallasker osiadł kuter Ingvar, który został później całkowicie zniszczony przez sztorm. Na pokładzie zginęło 20 członków załogi. Wydarzenie to upamiętnia tablica pamiątkowa. W 1944 roku w północnej części wyspy rozbił się kanadyjski niszczyciel Skeena. Zginęło wówczas 15 członków załogi. W trakcie akcji ratowniczej uratowano życie 198 osób.
W 1968 roku zrujnowana rezydencja i kościół zostały przekazane Narodowemu Muzeum Islandii. W 1986 roku przejęte zostały przez władze Reykjavíku i po trwającej 2 lata renowacji udostępnione zwiedzającym. Na parterze rezydencji znajduje się wystawa historyczna oraz ekspozycja dzieł islandzkich artystów. W budynku działa też restauracja. Obecnie oba budynki wchodzą w skład Muzeum Miasta Reykjavík.
Wyspa stanowi popularne miejsce wycieczek z Reykjavíku. Można tu dotrzeć promem ze stolicy, który wypływa z dwóch miejsc w okolicach centrum (nabrzeża Elding i niedaleko Harpy) oraz z nabrzeża Skarfabakki w rejkawickim porcie Sundahöfn.

## Sztuka na wyspie
W zachodniej części wyspy znajdują się trzy kamienie z inskrypcjami, których pochodzenie nie jest do końca wyjaśnione.
W 1990 roku w ramach festiwalu sztuki w Reykjavíku amerykański rzeźbiarz Richard Serra postawił na wyspie 9 par bazaltowych kolumn, które nazwał „kamieniami milowymi” (ang. Milestones, isl. Áfangar). W każdej parze jedna kolumna postawiona jest na wysokości 9 m n.p.m., a druga – 10 m n.p.m. Niżej położona kolumna ma 4 m wysokości, a wyżej – 3 m wysokości. W ten sposób górne części kolumn są na tej samej wysokości.
W 2007 roku po raz pierwszy pokazano „świetlny pomnik” upamiętniający Johna Lennona, który nosi angielską nazwę Imagine Peace Tower (isl. Friðarsúlan – „kolumna pokoju”). Zaprojektowała go żona artysty Yoko Ono. Pomnik składa się z pojedynczych promieni światła, które łączą się w jeden. Na postumencie pomnika wypisano w 24 językach słowa „Imagine Peace”, nawiązujące do piosenki Lennona „Imagine”. W pobliżu pomnika zakopane są życzenia pokoju zbierane przez artystkę od 1981 roku. Kolumna świetlna uruchamiana jest między 9 października a 8 grudnia, czyli między rocznicą urodzin i śmierci Johna Lennona. Rozświetla niebo również w dzień przesilenia zimowego, Sylwestra i w pierwszy tydzień wiosny.
W 2000 roku na wzgórzu Kvennagönguhólar postawiono posąg Matki Bożej, by upamiętnić tysiąclecie chrześcijaństwa na Islandii oraz nieistniejący już średniowieczny klasztor na wyspie.

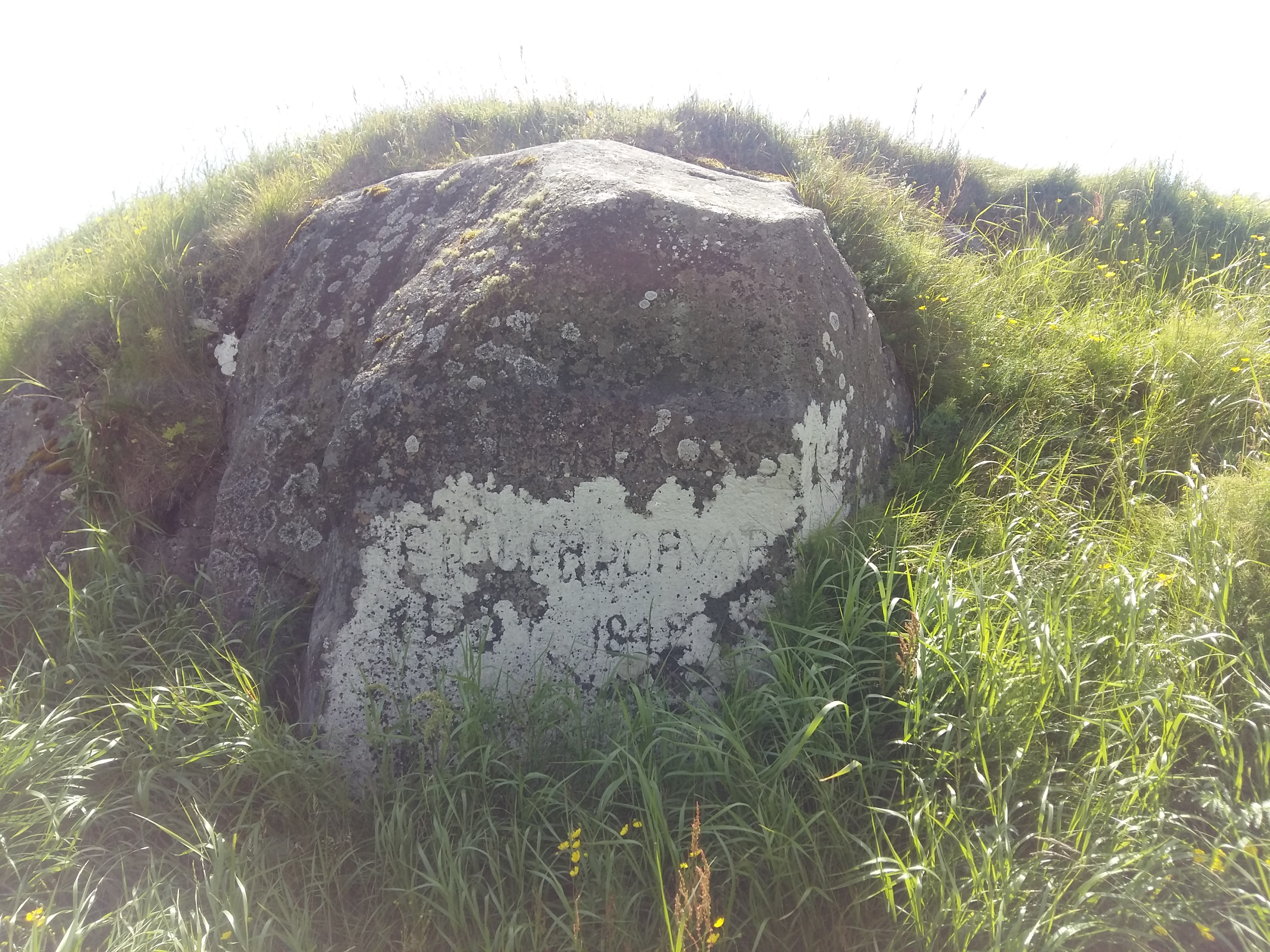
Jeden z trzech kamieni z inskrypcjami
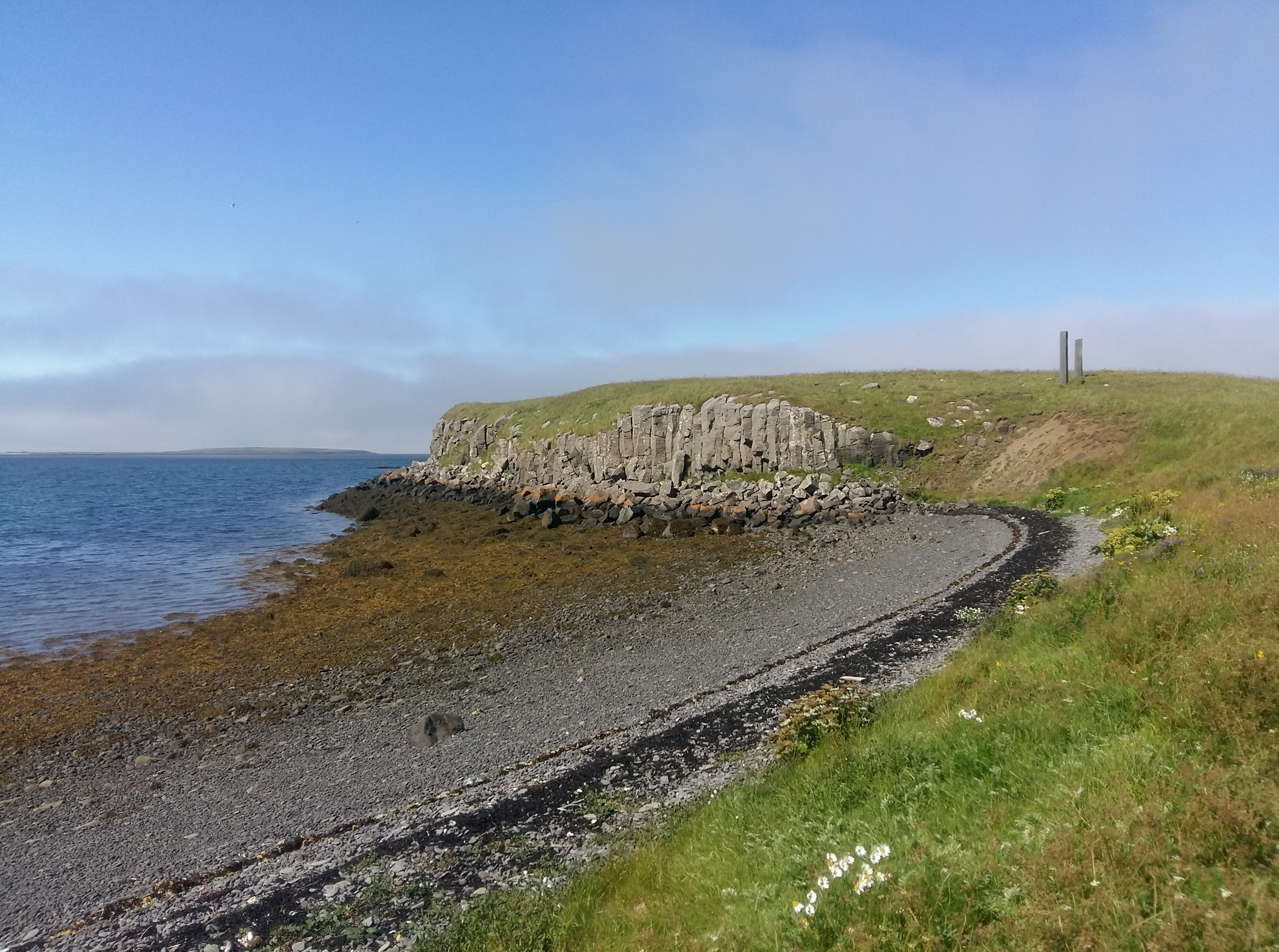
Jeden z dziewięciu pomników „Milestones” w sąsiedztwie naturalnych kolumn bazaltowych
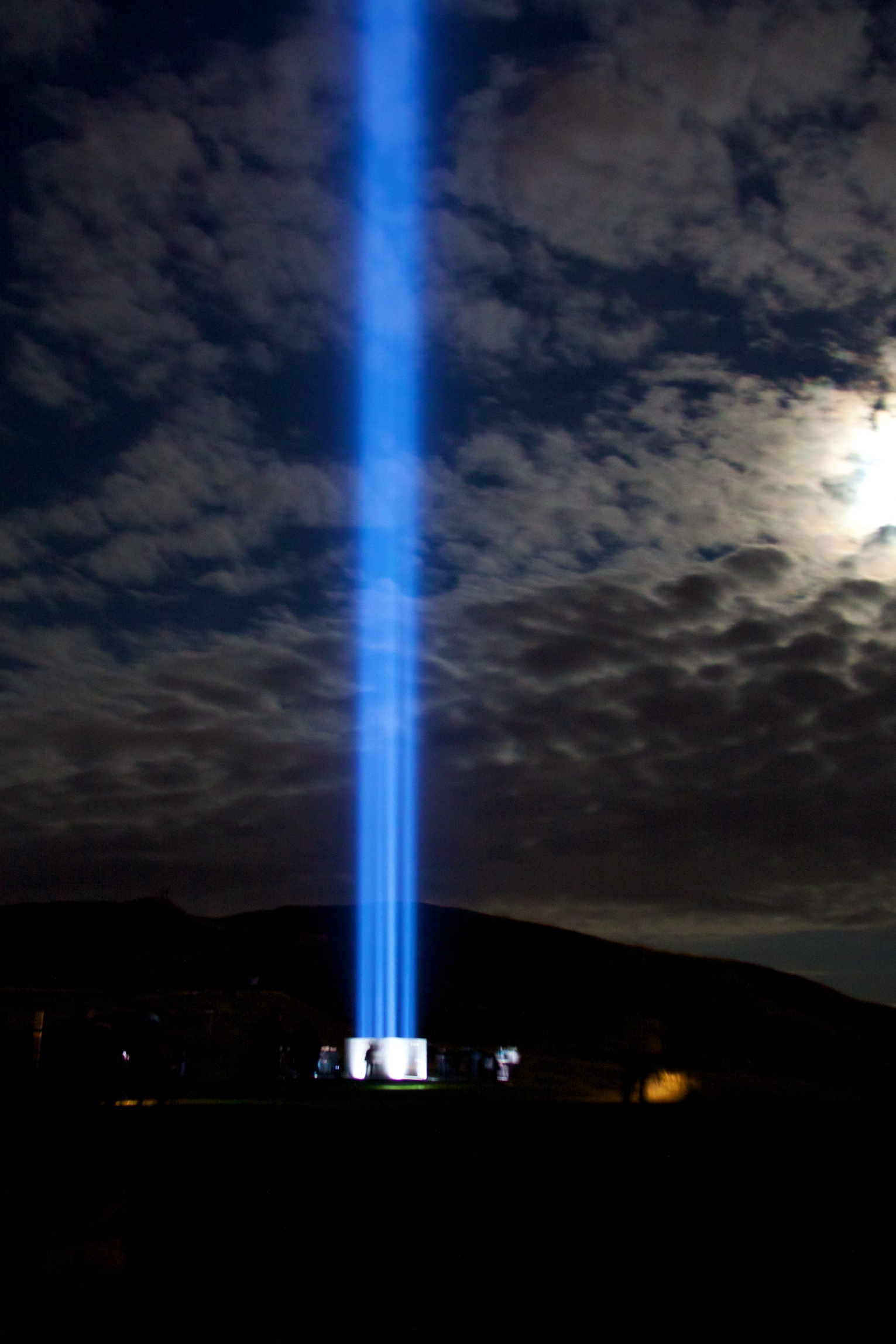
Pomnik świetlny Imagine Peace Tower
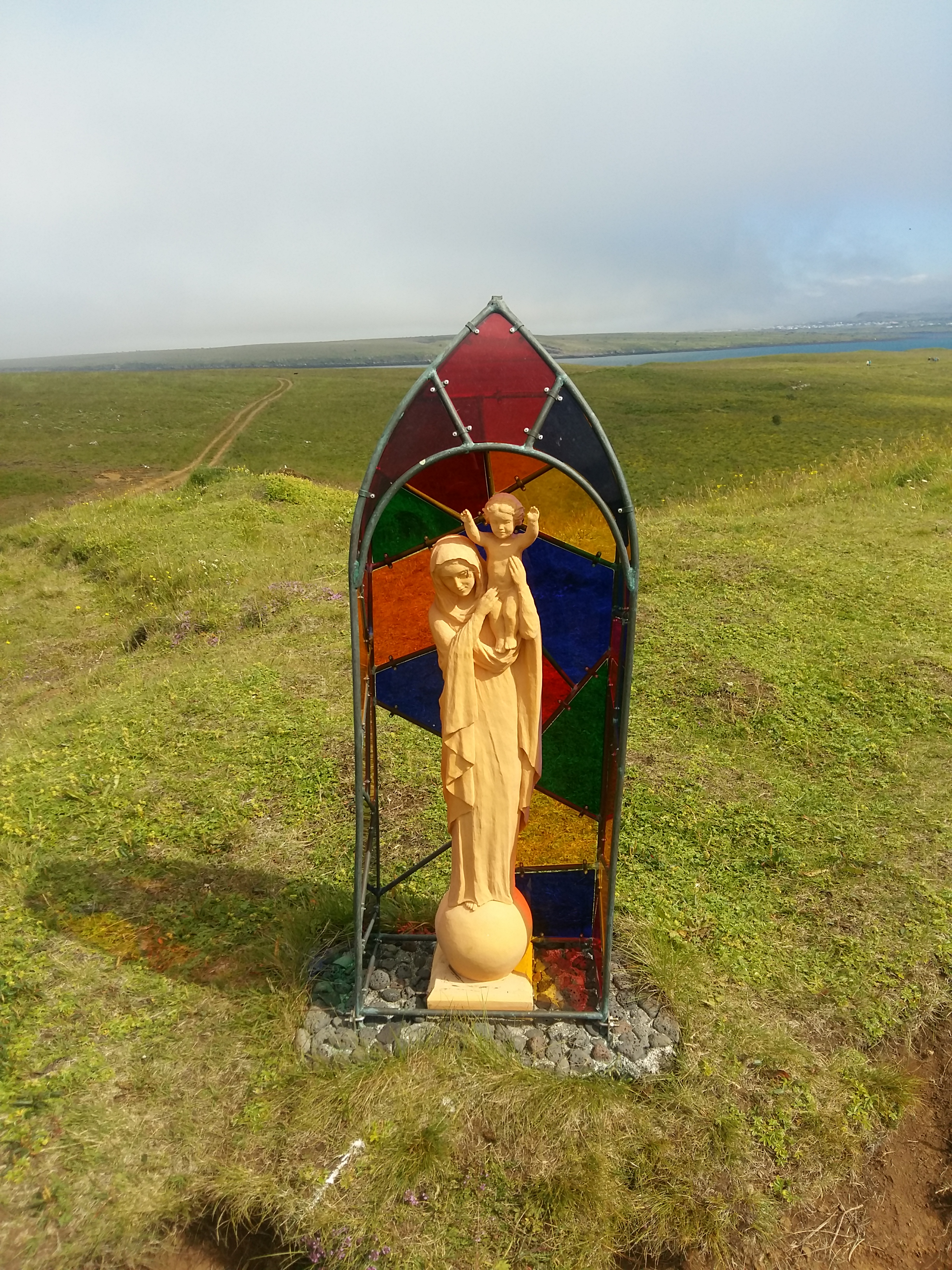
Kapliczka Matki Bożej